# 私のアルタイ
『私のアルタイ』（わたしのアルタイ、原題：我的阿勒泰（英語: To the Wonder））は、2024年に動画配信サービスiQIYIにて放送された中国大陸のテレビドラマで、中国の現代作家・李娟の同名エッセイ集の一部を原作としている。監督は滕叢叢（『送我上青云』の監督）、脚本は滕叢叢と彭奕寧が共同で担当。馬伊琍、周依然、于適が主演で、蒋奇明、閆佩倫がゲスト主演、黄暁娟、アリムジャ・トルソンバイカ、アリマー、ヘラティ・ハムが出演する作品である。
この作品は2024年第7回カンヌ国際シリーズフェスティバル（英語: 2024 Canneseries）の長編部門にノミネートされ、初めてノミネートされた中国語ドラマである。また、第14回北京国際映画祭の上映作品として選ばれ、4月25日に北京でアジアプレミアが行われた。同年5月7日には、中国中央電視台総合チャンネル（CCTV-1）のゴールデンタイムおよびiQIYIにて同時放送が開始された。 本作のカザフ語吹替版は、2024年6月にカザフスタンの「Channel 7（7チャンネル）」にて放送された。

## キャスト

### 主な登場人物
- 張鳳侠

演：馬伊琍
若い頃に新疆生産建設兵団に連れて新疆に移住し、夫が亡くなった後、無人地帯に小さな売店を開いた。
- 李文秀

演：周依然
張鳳侠の娘で、阿勒泰で育った漢族の少女。作家を夢見ている。
- 巴太

演：于適
ハサク族の青年で、夏には父と共に放牧を手伝い、広い草原で馬に乗っている。
- 高暁亮

演：蒋奇明
広東出身で新疆で働く男性。李文秀とウルムチ市の同じレストランで働いていた。友人とともにアルタイに翡翠の原石を探しに来たが、詐欺に遭って全ての現金を失い、途中で倒れていたところを張鳳侠に助けられた。
- 朝戈

演：閆佩倫
夏の牧場で働く境界警備員。トケンとお互いに好意を寄せている。
- おばあさん

演：黄暁娟
張鳳侠の母方の祖母で、李文秀の父方の祖母、老人性認知症に罹っている。
- ソリタン

演：アリムジャ・トルソンバイカ
バタイの父で牧民
- トケン

演：アリマー
ソリタンの長男の妻で、夫が亡くなった後、朝戈との再婚を考えている。
- アイベッカ

演：ヘラティ・ハム
村の主任。

## 制作
本作は、国家新聞出版広電総局の「ネット視聴番組優良作品創作・普及プロジェクト」の支援対象作品であり、また北京市ラジオテレビ局の重点助成プロジェクトでもある。制作は北京市ラジオテレビ局を指導機関とし、新疆ウイグル自治区党委員会宣伝部との共同制作によって行われた。

## 影響
本作のプロモーション開始以降、アルタイ地区の観光発展を牽引し、例年6月から8月の観光ハイシーズンが前倒しで到来する結果となった。統計データによると、アルタイに関する検索熱度は2倍以上に上昇し、過去1週間におけるアルタイの民泊検索数は前週比で2倍に達し、予約数は「メーデー」連休時と同等の水準に達している。ドラマに登場した木造コテージ型の民泊は特に人気で、予約が非常に困難な状況であった。さらに、新疆の団体旅行の注文数も増加傾向を示している。。
新疆の人権状況に対する人権活動家の批判を背景に、本作は中国の宣伝システムによる新疆のイメージ美化の一環であると見る声もある。これに対して、環球時報は社説「『私のアルタイ』はなぜ欧米メディアを動揺させたのか？」を発表し、次のように論じている。「欧米メディアが動揺したのも無理はない。彼らが動揺したのは、アルタイの現実があまりにも真実味に満ちていたからだ。『私のアルタイ』が描いた新疆は、彼らがこれまで公衆に提示してきた新疆像とは全く異なっており、彼らが長年築いてきた『インフォメーションコクーン』がさらに崩れ落ちたのである」。

## 受賞歴
| 年份   | 颁奖礼                                     | 奖项                     | 入围者                              | 结果       | 参考          |
| ------ | ------------------------------------------ | ------------------------ | ----------------------------------- | ---------- | ------------- |
| 2024年 | 2024アジアコンテンツアワード               | 最優秀アジアコンテンツ   | 『私のアルタイ』                    | ノミネート |               |
| 2024年 | 2024アジアコンテンツアワード               | 最優秀脚本賞             | 滕叢叢、彭奕寧                      | ノミネート |               |
| 2024年 | 第29届アジア・テレビジョン・アワード       | 最優秀テレビドラマ賞     | 『私のアルタイ』                    | 受賞       | [ 12 ] [ 13 ] |
| 2024年 | 第29届アジア・テレビジョン・アワード       | 最優秀監督賞             | 滕叢叢                              | ノミネート | [ 12 ] [ 13 ] |
| 2024年 | 第29届アジア・テレビジョン・アワード       | 最優秀撮影賞             | 劉懿增                              | ノミネート | [ 12 ] [ 13 ] |
| 2024年 | 2024iQIYIスクリームナイト                  | 年間短編ドラマ賞         | 『私のアルタイ』                    | 受賞       |               |
| 2025年 | 第一回中国テレビドラマ産業大会年間アワード | 年間プロダクション企業賞 | iQIYI, Inc.(北京愛奇芸科技有限公司) | 受賞       | [ 14 ]        |
| 2025年 | 第一回中国テレビドラマ産業大会年間アワード | 年間プロデューサー栄誉賞 | 斉康                                | 受賞       | [ 14 ]        |
| 2025年 | 第一回中国テレビドラマ産業大会年間アワード | 年間編集栄誉賞           | 周新霞                              | 受賞       | [ 14 ]        |
| 2025年 | 第一回中国テレビドラマ産業大会年間アワード | 年間美術栄誉賞           | 李佳寧                              | 受賞       | [ 14 ]        |
| 2025年 | 第一回中国テレビドラマ産業大会年間アワード | 年間助演男優栄誉賞       | 蒋奇明                              | 受賞       | [ 14 ]        |
| 2025年 | 第一回中国テレビドラマ産業大会年間アワード | 年間撮影栄誉賞           | 劉懿增                              | 受賞       | [ 14 ]        |